# Benzbromarone

Formule chimique de la benzbromarone.

La benzbromarone est un médicament favorisant l'élimination urinaire de l'acide urique (uricosurique) et utilisé dans le traitement de l'hyperuricémie.

## Actions
L'hyperuricémie est due à un excès de synthèse d'acide urique mais aussi à une diminution de l'excrétion urinaire de cette molécule et c'est sur ce dernier point que joue la benzbromarone.
Outre l'effet uricosurique, elle diminue le taux sanguin de CRP, a des propriétés anti-oxydantes.
Par rapport à l'allopurinol, chez le patient ayant eu une goutte, la benzbromarone semble diminuer le risque d'accidents cardiovasculaires.